# Kamer van volksvertegenwoordigers (samenstelling 1919-1921)
De lijst van leden van de Belgische Kamer van volksvertegenwoordigers van 1919 tot 1921. De Kamer van volksvertegenwoordigers telde toen 186 leden. Het nationale kiesstelsel was in die periode gebaseerd op algemeen enkelvoudig stemrecht voor alle mannelijke Belgen van 21 jaar en ouder, volgens een systeem van evenredige vertegenwoordiging op basis van de methode-D'Hondt, gecombineerd met een districtenstelsel.
De 26ste legislatuur van de Kamer van volksvertegenwoordigers liep van 9 december 1919 tot 21 oktober 1921 en volgde uit de verkiezingen van 16 november 1919.
Tijdens deze legislatuur waren achtereenvolgens de regering-Delacroix II (december 1919 - november 1920) en de regering-Carton de Wiart (november 1920 - november 1921) in functie. Beide regeringen steunden op een meerderheid van katholieken, liberalen en socialisten. In oktober 1921 verlieten de socialisten de regering, waarna vervroegde verkiezingen werden uitgeschreven. De oppositie bestond dus uit de Renaissance nationale, de Vlaams-nationalisten, de daensisten, de oud-strijders en de middenstanders.

## Zittingen
In de 26ste zittingsperiode (1919-1921) vonden twee zittingen plaats. Van rechtswege kwamen de Kamers ieder jaar bijeen op de tweede dinsdag van november.
| Zitting                | Opening         | Sluiting        |
| ---------------------- | --------------- | --------------- |
| 1ste zitting 1919-1920 | 9 december 1919 | 6 november 1920 |
| 2de zitting 1920-1921  | 9 november 1920 | 21 oktober 1921 |

## Samenstelling
| Fractie | Fractie                         | Zetels |
| ------- | ------------------------------- | ------ |
|         | Katholieken                     | 73     |
|         | Socialisten                     | 70     |
|         | Liberalen                       | 34     |
|         | Vlaams-nationalisten-Daensisten | 5      |
|         | Oud-strijders                   | 2      |
|         | Renaissance nationale           | 1      |
|         | Middenstand                     | 1      |

## Lijst van de volksvertegenwoordigers
| Volksvertegenwoordiger          | Partij                | Kieskring                 | Opmerkingen |
| ------------------------------- | --------------------- | ------------------------- | --- |
| Frans Van Cauwelaert            | Katholiek             | Antwerpen                 | |
| Robert de Kerchove d'Exaerde    | Katholiek             | Antwerpen                 | Secretaris. |
| Hendrik Marck                   | Katholiek             | Antwerpen                 | Vervangt vanaf 10 december 1919 Alfons Van de Perre, die wegens gezondheidsredenen beslist om niet te zetelen.                                                                       |
| Edmond Duysters                 | Katholiek             | Antwerpen                 | |
| Paul Segers                     | Katholiek             | Antwerpen                 | |
| Adiel Debeuckelaere             | Vlaams-nationalist    | Antwerpen                 | |
| Gustave Royers                  | Liberaal              | Antwerpen                 | |
| Louis Straus                    | Liberaal              | Antwerpen                 | |
| Louis Franck                    | Liberaal              | Antwerpen                 | |
| Camille Huysmans                | Socialist             | Antwerpen                 | |
| Willem Eekelers                 | Socialist             | Antwerpen                 | |
| Jan-Baptist Samyn               | Socialist             | Antwerpen                 | Vervangt vanaf 22 mei 1920 Urbain Jamar, die voor vijf jaar zijn politieke burgerrechten verliest en bijgevolg ontslag moet nemen.                                                   |
| Joseph Verlinden                | Socialist             | Antwerpen                 | |
| Frans De Schutter               | Socialist             | Antwerpen                 | |
| Augustin De Bruyne              | Socialist             | Antwerpen                 | |
| Philip Van Isacker              | Katholiek             | Mechelen                  | |
| Jules De Keersmaecker           | Katholiek             | Mechelen                  | |
| Florent Van Cauwenbergh         | Katholiek             | Mechelen                  | |
| Auguste Van Landeghem           | Socialist             | Mechelen                  | |
| Désiré Bouchery                 | Socialist             | Mechelen                  | Secretaris vanaf 25 februari 1920. |
| Alphonse Van Hoeck              | Katholiek             | Turnhout                  | |
| Jan-Baptist Rombauts            | Katholiek             | Turnhout                  | |
| Joseph Verachtert               | Katholiek             | Turnhout                  | |
| Alphonse Homans                 | Liberaal              | Turnhout                  | |
| Jules Renkin                    | Katholiek             | Brussel                   | |
| Henri Carton de Wiart           | Katholiek             | Brussel                   | Ondervoorzitter tot 20 november 1920. |
| Leon De Coster                  | Katholiek             | Brussel                   | |
| François-Xavier De Bue          | Katholiek             | Brussel                   | Quaestor en vanaf 23 november 1920 voorzitter van de katholieke fractie. |
| Herman Vergels                  | Katholiek             | Brussel                   | Verkozen op een dissidente christendemocratische lijst. |
| Emile van Dievoet               | Katholiek             | Brussel                   | Verkozen op een dissidente christendemocratische lijst. |
| Paul Wauwermans                 | Katholiek             | Brussel                   | |
| William Van Remoortel           | Oud-strijders         | Brussel                   | |
| Joseph Siccard                  | Oud-strijders         | Brussel                   | |
| Frédéric Brugmann de Walzin     | Renaissance nationale | Brussel                   | |
| Maurice Van den Kerckhove       | Middenstanders        | Brussel                   | |
| Maurice Crick                   | Liberaal              | Brussel                   | Secretaris. |
| Albert Devèze                   | Liberaal              | Brussel                   | |
| Paul Hymans                     | Liberaal              | Brussel                   | |
| Fernand Cocq                    | Liberaal              | Brussel                   | Vervangt vanaf 10 december 1919 Maurice Féron, wiens verkiezing ongeldig werd verklaard.                                                                                             |
| Adolphe Max                     | Liberaal              | Brussel                   | |
| Maurice Lemonnier               | Liberaal              | Brussel                   | Voorzitter van de liberale fractie. |
| Ferdinand Elbers                | Socialist             | Brussel                   | |
| Louis Bertrand                  | Socialist             | Brussel                   | Ondervoorzitter vanaf 25 februari 1920 en voorzitter van de socialistische fractie.                                                                                                  |
| Emile Vandervelde               | Socialist             | Brussel                   | |
| Guillaume Melckmans             | Socialist             | Brussel                   | |
| Max Hallet                      | Socialist             | Brussel                   | |
| Léon Meysmans                   | Socialist             | Brussel                   | |
| Frans Fischer                   | Socialist             | Brussel                   | |
| Louis Uytroever                 | Socialist             | Brussel                   | |
| Staf De Clercq                  | Vlaams-nationalist    | Brussel                   | |
| Prosper Poullet                 | Katholiek             | Leuven                    | |
| Fernand de Wouters d'Oplinter   | Katholiek             | Leuven                    | |
| Oscar van den Eynde de Rivieren | Katholiek             | Leuven                    | |
| Charles Dejaegher               | Liberaal              | Leuven                    | Vervangt vanaf 29 juli 1921 de overleden Ignace Dony. |
| Raoul Claes                     | Liberaal              | Leuven                    | |
| Edmond Doms                     | Socialist             | Leuven                    | |
| Victor Hessens                  | Socialist             | Leuven                    | |
| Maximilien Pastur               | Katholiek             | Nijvel                    | |
| Léon Jourez                     | Liberaal              | Nijvel                    | Quaestor. |
| Jules Mathieu                   | Socialist             | Nijvel                    | |
| Alphonse Allard                 | Socialist             | Nijvel                    | |
| Amedée Visart de Bocarmé        | Katholiek             | Brugge                    | |
| Eugène Standaert                | Katholiek             | Brugge                    | |
| Henri De Clerck                 | Socialist             | Brugge                    | |
| Camiel Mostaert                 | Socialist             | Brugge                    | |
| Gustave Sap                     | Katholiek             | Roeselare-Tielt           | |
| Pieter Isidore De Greve         | Katholiek             | Roeselare-Tielt           | |
| Aloys Van de Vyvere             | Katholiek             | Roeselare-Tielt           | Van 18 mei tot 20 november 1920 voorzitter van de katholieke fractie. |
| Jan Mahieu Liebaert             | Katholiek             | Roeselare-Tielt           | |
| Adiel Dierkens                  | Socialist             | Roeselare-Tielt           | |
| Arthur Catteeuw                 | Katholiek             | Kortrijk                  | |
| Ernest Reynaert                 | Katholiek             | Kortrijk                  | |
| Augustin Peel                   | Katholiek             | Kortrijk                  | |
| August Debunne                  | Socialist             | Kortrijk                  | |
| Joseph Vandevelde               | Socialist             | Kortrijk                  | |
| Henri Baels                     | Katholiek             | Veurne-Diksmuide-Oostende | Vervangt vanaf 10 februari 1920 de overleden Auguste Pil. |
| Auguste Hamman                  | Katholiek             | Veurne-Diksmuide-Oostende | |
| Désiré Serruys                  | Liberaal              | Veurne-Diksmuide-Oostende | |
| Adolphe Buyl                    | Liberaal              | Veurne-Diksmuide-Oostende | |
| Edouard Van Vlaenderen          | Socialist             | Veurne-Diksmuide-Oostende | |
| René Colaert                    | Katholiek             | Ieper                     | |
| Jules Vandromme                 | Katholiek             | Ieper                     | |
| Max Glorie                      | Liberaal              | Ieper                     | |
| Pieter van Schuylenbergh        | Katholiek             | Aalst                     | |
| Charles Woeste                  | Katholiek             | Aalst                     | |
| Karel Leopold Van Opdenbosch    | Daensist              | Aalst                     | Verkozen op een kartellijst van daensisten en de Vlaams-nationalisten. |
| Hendrik Borginon                | Vlaams-nationalist    | Aalst                     | Verkozen op een kartellijst van daensisten en de Vlaams-nationalisten. |
| Alfred Nichels                  | Socialist             | Aalst                     | |
| Robert Doutreligne              | Katholiek             | Oudenaarde                | |
| Alfred Amelot                   | Liberaal              | Oudenaarde                | |
| Eugène Soudan                   | Socialist             | Oudenaarde                | |
| Auguste Huyshauwer              | Katholiek             | Gent-Eeklo                | Secretaris. |
| Jules Maenhaut van Lemberge     | Katholiek             | Gent-Eeklo                | |
| Lionel Pussemier                | Katholiek             | Gent-Eeklo                | |
| Alfons Siffer                   | Katholiek             | Gent-Eeklo                | |
| Victor Begerem                  | Katholiek             | Gent-Eeklo                | |
| Boudewijn Maes                  | Vlaams-nationalist    | Gent-Eeklo                | |
| Emile Braun                     | Liberaal              | Gent-Eeklo                | |
| Arthur Buysse                   | Liberaal              | Gent-Eeklo                | |
| Albert Mechelynck               | Liberaal              | Gent-Eeklo                | Ondervoorzitter. |
| Edward Anseele                  | Socialist             | Gent-Eeklo                | |
| Jean-Baptiste Lampens           | Socialist             | Gent-Eeklo                | |
| Désiré Cnudde                   | Socialist             | Gent-Eeklo                | |
| Hendrik Heyman                  | Katholiek             | Sint-Niklaas              | |
| Auguste Raemdonck van Megrode   | Katholiek             | Sint-Niklaas              | |
| Frans Van Brussel               | Katholiek             | Sint-Niklaas              | |
| Karel Van Hoeylandt             | Socialist             | Sint-Niklaas              | |
| Emile Tibbaut                   | Katholiek             | Dendermonde               | Ondervoorzitter vanaf 25 februari 1920. |
| Leon Bruynincx                  | Katholiek             | Dendermonde               | |
| Jules De Brouwer                | Socialist             | Dendermonde               | |
| Hippolyte Vandemeulebroucke     | Socialist             | Dendermonde               | |
| Michel Levie                    | Katholiek             | Charleroi                 | |
| Maurice Pirmez                  | Katholiek             | Charleroi                 | Quaestor tot 23 november 1920 en ondervoorzitter vanaf 23 november 1920. |
| Emile Buisset                   | Liberaal              | Charleroi                 | |
| Jules Destrée                   | Socialist             | Charleroi                 | |
| Emile Brunet                    | Socialist             | Charleroi                 | Parlementsvoorzitter. |
| Eugène Van Walleghem            | Socialist             | Charleroi                 | |
| Victor Ernest                   | Socialist             | Charleroi                 | |
| Henri Léonard                   | Socialist             | Charleroi                 | |
| Edouard Falony                  | Socialist             | Charleroi                 | |
| Nicolas Souplit                 | Socialist             | Charleroi                 | |
| Alfred Lombard                  | Socialist             | Charleroi                 | Vervangt vanaf 17 december 1919 de overleden Pierre Lambillotte. |
| Alphonse Harmignie              | Katholiek             | Bergen                    | |
| Gustave Bastien                 | Socialist             | Bergen                    | |
| Louis Piérard                   | Socialist             | Bergen                    | |
| Louis Pépin                     | Socialist             | Bergen                    | |
| Camille Moury                   | Socialist             | Bergen                    | |
| Alphonse Brenez                 | Socialist             | Bergen                    | |
| Fulgence Masson                 | Liberaal              | Bergen                    | |
| Léon Mabille                    | Katholiek             | Zinnik                    | |
| Jules Mansart                   | Socialist             | Zinnik                    | Secretaris. |
| René Branquart                  | Socialist             | Zinnik                    | |
| Pol-Clovis Boël                 | Liberaal              | Zinnik                    | |
| Léon Gendebien                  | Katholiek             | Thuin                     | |
| Elie Hainaut                    | Socialist             | Thuin                     | Vervangt vanaf 17 december 1919 Eugène Rousseau, die om gezondheidsredenen ontslag neemt.                                                                                            |
| Nicolas Berloz                  | Socialist             | Thuin                     | |
| Maurice Houtart                 | Katholiek             | Doornik-Aat               | |
| Charles De Bruycker             | Katholiek             | Doornik-Aat               | |
| Paul-Emile Janson               | Liberaal              | Doornik-Aat               | |
| Paul Jouret                     | Liberaal              | Doornik-Aat               | |
| Joseph Defaux                   | Socialist             | Doornik-Aat               | |
| Emile Carlier                   | Socialist             | Doornik-Aat               | |
| Pierre de Liedekerke de Pailhe  | Katholiek             | Hoei-Borgworm             | |
| Fernand Lebeau                  | Socialist             | Hoei-Borgworm             | |
| Georges Hubin                   | Socialist             | Hoei-Borgworm             | |
| Joseph Wauters                  | Socialist             | Hoei-Borgworm             | |
| Henri Jaspar                    | Katholiek             | Luik                      | |
| Jules de Géradon                | Katholiek             | Luik                      | |
| Paul Tschoffen                  | Katholiek             | Luik                      | |
| Paul Van Hoegaerden             | Liberaal              | Luik                      | |
| Xavier Neujean                  | Liberaal              | Luik                      | |
| Julien Drèze                    | Liberaal              | Luik                      | |
| Célestin Demblon                | Socialist             | Luik                      | |
| Léon Troclet                    | Socialist             | Luik                      | Quaestor. |
| Joseph Dejardin                 | Socialist             | Luik                      | |
| François Van Belle              | Socialist             | Luik                      | |
| Isidore Delvigne                | Socialist             | Luik                      | |
| Alfred François Galopin         | Socialist             | Luik                      | |
| Samuel Donnay                   | Socialist             | Luik                      | |
| Pierre-Hubert David             | Katholiek             | Verviers                  | |
| Sébastien Winandy               | Katholiek             | Verviers                  | |
| Joseph Houget                   | Liberaal              | Verviers                  | |
| Jules Hoen                      | Socialist             | Verviers                  | |
| Henri Pirard                    | Socialist             | Verviers                  | |
| Jules Van Caenegem              | Katholiek             | Hasselt                   | |
| Jean Ramaekers                  | Katholiek             | Hasselt                   | |
| Clément Peten                   | Liberaal              | Hasselt                   | |
| Frans Theelen                   | Katholiek             | Tongeren-Maaseik          | |
| Joris Helleputte                | Katholiek             | Tongeren-Maaseik          | |
| François de Schaetzen           | Katholiek             | Tongeren-Maaseik          | |
| Paul Neven                      | Liberaal              | Tongeren-Maaseik          | |
| Léon du Bus de Warnaffe         | Katholiek             | Aarlen-Marche-Bastenaken  | |
| Adolphe de Limburg Stirum       | Katholiek             | Aarlen-Marche-Bastenaken  | |
| Camille Ozeray                  | Liberaal              | Aarlen-Marche-Bastenaken  | |
| Jules Poncelet                  | Katholiek             | Neufchâteau-Virton        | Quaestor vanaf 24 november 1920. |
| Emile Baudrux                   | Liberaal              | Neufchâteau-Virton        | |
| Léon Colleaux                   | Socialist             | Neufchâteau-Virton        | |
| Adrien de Montpellier de Vedrin | Katholiek             | Namen                     | Vervangt vanaf 31 mei 1921 Léon Delacroix, die zijn mandaat van Belgisch delegatieleider bij de Commissie voor Herstelbetalingen niet meer kan combineren met dat van parlementslid. |
| Fernand Golenvaux               | Katholiek             | Namen                     | |
| Emile Sevrin                    | Socialist             | Namen                     | |
| Joseph Gris                     | Socialist             | Namen                     | |
| Joseph Bologne                  | Socialist             | Namen                     | |
| Hector de Selys Longchamps      | Liberaal              | Dinant-Philippeville      | |
| Georges Cousot                  | Katholiek             | Dinant-Philippeville      | |
| Valentin Brifaut                | Katholiek             | Dinant-Philippeville      | |
| Jean-Baptiste Périquet          | Socialist             | Dinant-Philippeville      | |